# Episodi di Grace and Frankie (sesta stagione)
La sesta stagione della serie televisiva Grace and Frankie, composta da 13 episodi, è stata interamente pubblicata dal servizio on demand Netflix il 15 gennaio 2020, anche in Italia.
| n° | Titolo originale    | Titolo italiano       | Pubblicazione USA | Pubblicazione Italia |
| -- | ------------------- | --------------------- | ----------------- | -------------------- |
| 1  | The Newlyweds       | I Novelli Sposi       | 15 gennaio 2020   | 15 gennaio 2020      |
| 2  | The Rescue          | Il Salvataggio        | 15 gennaio 2020   | 15 gennaio 2020      |
| 3  | The Trophy Wife     | La Mogliettina Trofeo | 15 gennaio 2020   | 15 gennaio 2020      |
| 4  | The Funky Walnut    | La Noce Incasinata    | 15 gennaio 2020   | 15 gennaio 2020      |
| 5  | The Confessions     | Le Confessioni        | 15 gennaio 2020   | 15 gennaio 2020      |
| 6  | The Bad Hearer      | Sorda                 | 15 gennaio 2020   | 15 gennaio 2020      |
| 7  | The Surprises       | Le Sorprese           | 15 gennaio 2020   | 15 gennaio 2020      |
| 8  | The Short Rib       | La Costoletta         | 15 gennaio 2020   | 15 gennaio 2020      |
| 9  | The One-At-A-Timing | I Piedi In Una Staffa | 15 gennaio 2020   | 15 gennaio 2020      |
| 10 | The Scent           | L'essenza             | 15 gennaio 2020   | 15 gennaio 2020      |
| 11 | The Laughing Stock  | Lo Zimbello           | 15 gennaio 2020   | 15 gennaio 2020      |
| 12 | The Tank            | Gli Squali            | 15 gennaio 2020   | 15 gennaio 2020      |
| 13 | The Change          | Il Cambiamento        | 15 gennaio 2020   | 15 gennaio 2020      |